# 陈安宝

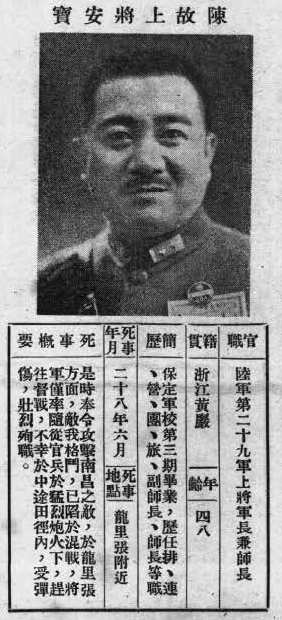
《抗戰軍人忠烈錄》（第一輯）中的陳安寶烈士遺像

陳安寶（1891年—1939年），字善夫，浙江台州府黄岩縣马院村（现属台州市路桥区横街镇）人。中華民國軍人，官至中將，於抗日战争期間陣亡的中國軍方高級將領之一。

## 生平
1911年，考入南京临时政府属下入伍生队，后又转入湖北陆军预备学堂。。民国5年（1916），陈安宝毕业于保定军校第三期，担任浙江陆军第二师的排长、连长。1926年7月北伐开始，1927年至1928年冬，他分别担任二十六军第一师的营长和第六师三十三团的营长，参加了两浙、苏、皖、直、鲁、豫、鄂等北伐西征，前后参加40多次重大战役，都取得了胜利。1930年春因功升为第三十三团团长，1931年10月提升为第十七旅旅长，1933年10月调升第七十九师副师长，1935年秋代理师长，冬晋升为师长。部队先后驻扎在黔南和陕西一带。1939年因戰功升至29軍軍長，官拜中將。之後，他於南潯戰場指揮中國軍隊作戰，於1939年5月7日於南昌戰鬥陣亡於江西。陳安寶將軍陣亡後頭顱被日軍割下並掛在城門三天。1940年7月7日，中華民國政府特以1281號褒揚令明令褒揚。